# Стокли-парк
Стокли-парк — деловой район Лондона, расположенный практически за старой городской чертой, вблизи аэропорта Хитроу.

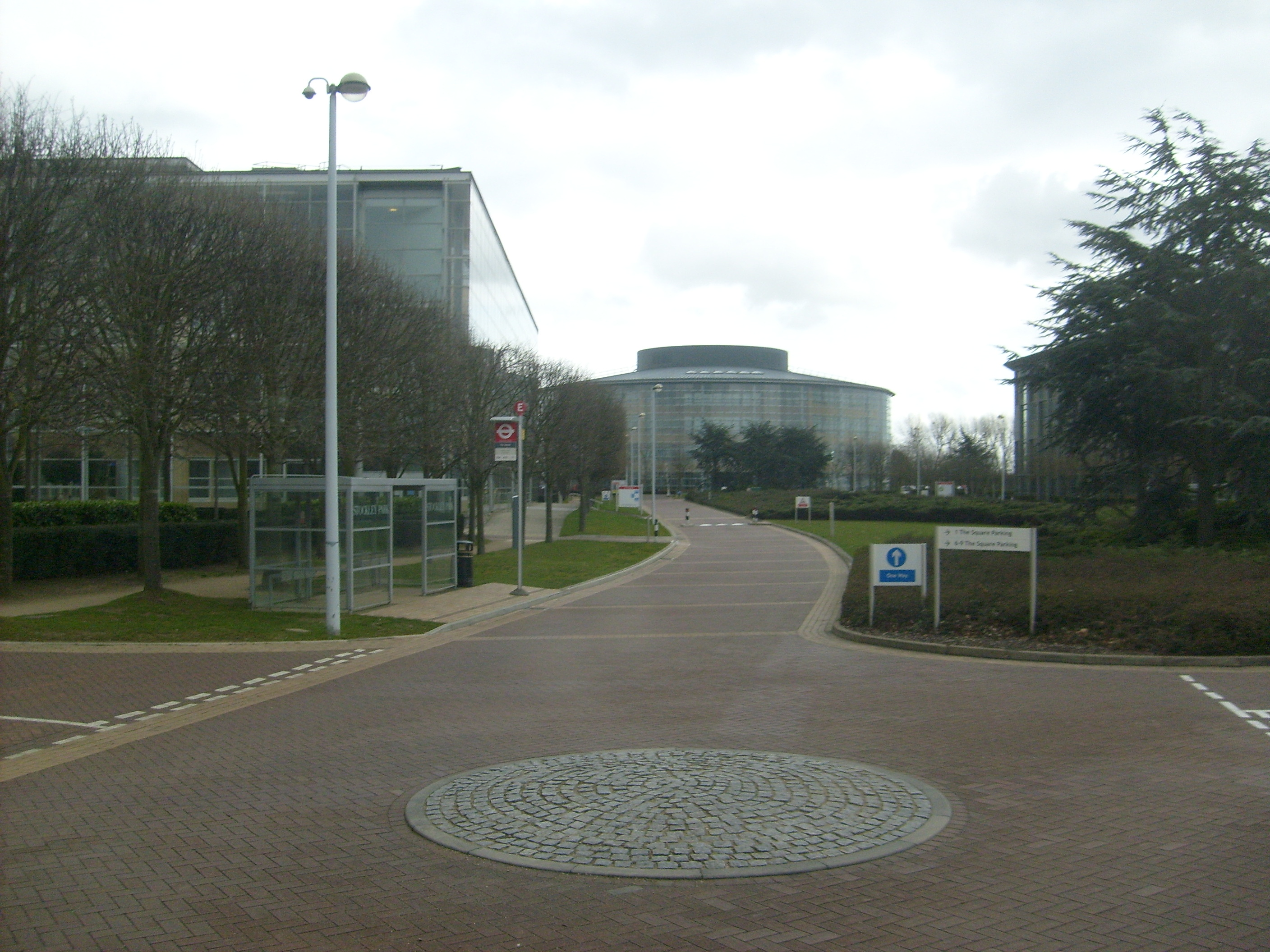
Центр Стокли-парка.

## История
С начала XX века то место, где сейчас расположен Стокли-парк, использовалось как городская свалка. Только в 1984 году было предложено переоборудовать этот участок площадью 100 га под строительство бизнес-парка нового типа. Стюарт Липтон из землевладельческой компании «Станхоуп» предложил многим крупным компаниям расположить в парке свои представительства.
В проектировании парка принимали участие такие архитекторы, как сэр Норман Фостер, Ян Ритчи, Макэслан, сэр Ричард Роджер, корпорация Скидмор Оуинг и Мэррил.

## Архитектура и принципы создания
Обычно европейские деловые районы располагались в центрах больших городов. Их характерными особенностями были высокая плотность застройки, повышенная этажность и полное отсутствие естественной природы. Кроме того, одной из актуальных проблем традиционных деловых центров была транспортная проблема: перегруженность улиц и дефицит автомобильных стоянок.
Стокли-парк, напротив, строился на основе принципа разумной связи внешних и внутренних пространств, естественной природной среды и пространственного пребывания людей. Природа в этом районе присутствует не только в качестве вида на окружающие свободные от застройки участки, но и в виде специально спроектированной системы озелененных пространств внутри района, системы каналов, каскадов и бассейнов. Специально привезенные с Гавайских островов гуси своими движениями и криками очень оживляют пейзаж.
Психологическая и эмоциональная связь сотрудников Стокли-парка с природой обеспечивается низкой (до трех этажей) этажностью зданий, а также продуманной системой их остекления. Тотальное остекление фасадов гарантирует максимальные визуальные связи интерьеров с окружающим ландшафтом.
Архитектурная доминанта Стокли-парка — главное управление компании British Petroleum, спроектированное сэром Норманом Фостером.
Основная идея архитектурной концепции парка — воплощение утраченной связи человека и природы, создание новой гуманизированной среды, где деятельность человека гармонично сочетается с окружающим ландшафтом.

## Проблемы и их решение
Основные проблемы делового района связаны с удалённостью его территории. Наиболее актуальной была проблема транспортной доступности.
Решение этой проблемы заключалось в следующем: парк был расположен рядом с крупной автомагистралью. Кроме того, было обеспечено регулярное движение общественного транспорта с интенсивностью, характерной для центра города, а также была создана сеть специальных школьных автобусов, связывающих район с близлежащими школами. Из объектов социальной инфраструктуры в Стокли-парке были созданы детский сад, клуб здоровья, площадки для гольфа, бары, рестораны и гостиница.